# Hold That Blonde
Hold That Blonde é um filme de comédia estadunidense de 1945 dirigido por George Marshall. É estrelado por Eddie Bracken e Veronica Lake.

## Elenco
- Eddie Bracken como Ogden Spencer Trulow III
- Veronica Lake como Sally Martin
- Albert Dekker como Insp Callahan
- Frank Fenton como Sr. Phillips
- George Zucco como Dr. Paval Storasky
- Donald MacBride como Sr. Kratz
- Lewis Russell como Henry Carteret
- Norma Varden como Sra. Carteret
- Willie Best como Willie
- Jack Norton como o bêbado
- Lyle Latell como Tony